# Ulldecona

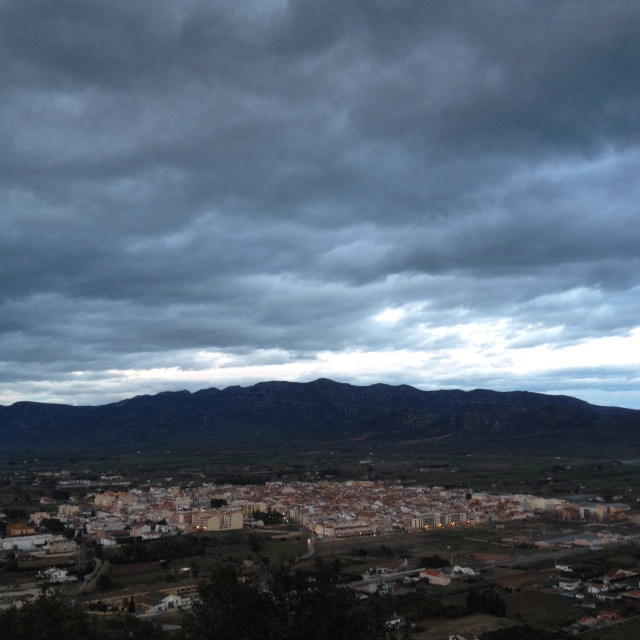
Ulldecona i la Serra del Montsià

Ulldecona és una vila i municipi de la comarca del Montsià al sud de Catalunya. Fa part del límit meridional amb el País Valencià.

## Història
Els antecedents més antics d'assentament al castell són d'època ibèrica (segles v-i aC). La romanització del territori a partir del segle ii aC va comportar la implantació de nous sistemes d'ocupació i espletament del territori. Això va provocar l'abandonament del poblat ibèric del Puig del Castell. Després d'un llarg període d'abandonament, el puig del Castell és ocupat en època àrab (segle ix), i es va construir damunt de les restes de l'antic poblat. La conquesta dels territoris més meridionals de Catalunya comença l'any 1148 amb la presa de Tortosa per Ramon Berenguer IV, que va donar la major part dels territoris conquerits als ordes militars que el van ajudar: els Templers i els Hospitalers. La fortalesa sarraïna d'Ulldecona fou concedida l'any 1180 als hospitalers amb l'obligació d'edificar un nou castell cristià.
El Castell Cristià i el seu territori va formar part de la frontera catalana amb els sarraïns fins a les campanyes de València de Jaume I, des de l'any 1230. El 1222 Guillem Ramon de Montcada va concedir la primera Carta Pobla i va autoritzar l'edificació de nous habitatges entre ambdues muralles. El 1273 Frai Ramon Berenguer, mestre d'Amposta i hospitaler va concedir la segona Carta Pobla donant llicència als habitants d'Ulldecona per a anar a viure a la vall de la Foia, i aquest és l'origen de l'actual vila d'Ulldecona.
El 1836, durant la Primera Guerra Carlina, va tenir lloc la batalla d'Ulldecona, en la qual els carlins de Ramon Cabrera van causar la derrota dels liberals del governador militar de Tarragona Martín José Iriarte.

## Geografia
- Llista de topònims d'Ulldecona: muntanyes, serres, collades, rius, fonts, cases, masies, esglésies…

## Entitats de població
| Entitat de població | Habitants (2023) |
| Ulldecona           | 5.780            |
| els Valentins       | 254              |
| el Castell          | 155              |
| Sant Joan del Pas   | 139              |
| la Miliana          | 38               |
| les Ventalles       | 20               |
| Font: Idescat       |                  |

## Demografia
| 1497 f | 1515 f | 1553 f | 1717  | 1787 | 1857  | 1877  | 1887  | 1900  | 1910  |
| ------ | ------ | ------ | ----- | ---- | ----- | ----- | ----- | ----- | ----- |
| 315    | 336    | 344    | 1.206 | -    | 5.864 | 6.009 | 6.564 | 6.593 | 7.011 |

| 1920  | 1930  | 1940  | 1950  | 1960  | 1970  | 1981  | 1990  | 1992  | 1994  |
| ----- | ----- | ----- | ----- | ----- | ----- | ----- | ----- | ----- | ----- |
| 6.782 | 6.027 | 5.475 | 5.543 | 5.186 | 5.494 | 5.272 | 5.242 | 5.197 | 5.197 |

| 1996  | 1998  | 2000  | 2002  | 2004  | 2006  | 2008  | 2010  | 2012  | 2014  |
| ----- | ----- | ----- | ----- | ----- | ----- | ----- | ----- | ----- | ----- |
| 5.152 | 5.208 | 5.304 | 5.843 | 6.056 | 6.229 | 6.987 | 7.335 | 7.372 | 6.904 |

| 2016  | 2018  | 2020  | 2022  | 2024  | 2026 | 2028 | 2030 | 2032 | 2034 |
| ----- | ----- | ----- | ----- | ----- | ---- | ---- | ---- | ---- | ---- |
| 6.368 | 6.240 | 6.525 | 6.241 | 6.551 | -    | -    | -    | -    | -    |

## Patrimoni

### Església de Sant Lluc

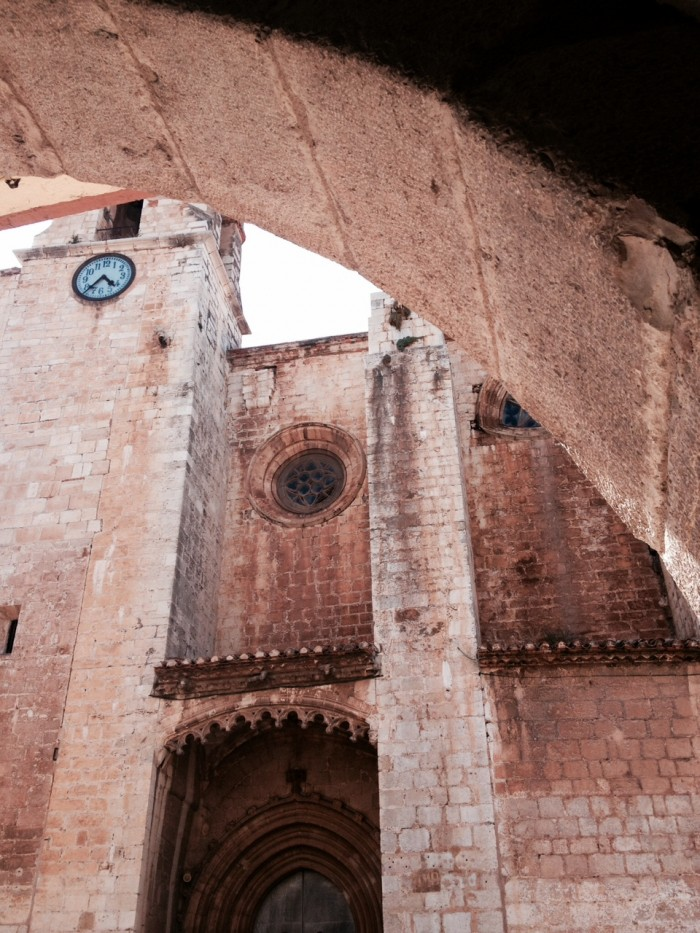
Església de sant Lluc (Ulldecona, Montsià)

L'actual temple gòtic substituí l'església del segle xiii bastida quan la gent es va traslladar del Castell a la Foia. Va ser construïda a partir de l'any 1373 i el 1421 es va consagrar l'altar major. Consta d'una única nau dividida en quatre trams i capelles laterals entre contraforts irregulars. La volta és de creueria, amb arcs recolzats sobre pilastres adossades als murs. Té finestres de traceria i dues petites rosasses. La porta d'accés és arquivoltada i està precedida d'un porxo. La decoració és austera, però el conjunt resulta ample i solemnial. De construcció posterior (segona meitat. del segle xviii), hi ha la sagristia i la capella del sagrari. A la sagristia, de volta de canó i amb unes decoracions força interessants i amb rajoles vidriades, hi predomina la concepció barroca. La capella del sagrari, de planta de creu grega i d'esperit neoclàssic, va ser restaurada l'any 1998. És presidida per la imatge de la Pietat, patrona de la vila.
El 1936, durant la Guerra Civil, va ser destruït el Retaule de Sant Lluc, de fusta policromada i del qual formaven part setze teles. Les teles es van salvar de la destrucció però, a causa de les grans dimensions van ser separades dels seus bastidors i marcs per ser traslladades al Convent de les Monges Agustines. Aquestes teles s'atribueixen a l'escola de Sarinyena, família valenciana de retaulistes i pintors, actius a la darreria del segle xvi i principi del segle xvii. La majoria d'aquestes teles han estat restaurades i poden contemplar-se a la capella de la sagristia. Les més destacades són La Santíssima Trinitat, de 300 × 200 cm, La Coronació de Maria, de 390 × 330, i l'Enterrament de la Mare de Déu, de 392 × 335 cm.

### Centre Històric
A banda de l'Església i la plaça porticada, el nucli antic de la vila guarda nombroses cases senyorials entre les quals destaca la Casa de la Comanda, antiga seu dels comanadors del segle xv, època a la qual pertanyen els vestigis conservats a la façana. A la planta baixa destaca el portal central dovellat de pedra; en el sector central hi ha dos escuts gravats amb els emblemes de l'orde de l'Hospital, que se sumen a un tercer situat sobre la porta que té una frase no desxifrada. Del pis principal interessa la finestra central geminada, còpia de la del Castell, com a símbol de poder.

### Convent de Sant Domènec (actualment Casa de la Vila)
Edifici de transició entre el barroc i el neoclàssic, segle xviii, de planta quadrada organitzat al voltant d'un bonic claustre central de cinc arcs per banda. L'any 1991 s'hi va fer una remodelació interna per tal d'adaptar-lo a les necessitats administratives de l'Ajuntament però, se'n respectà la configuració i, a la paret del claustre que faltava es va posar una moderna estructura metàl·lica. La façana és un pany rectangular de carreus. La porta és allindanada amb un emmarcament classicista i dalt la porta hi ha una fornícula amb la imatge de Sant Lluc patró d'Ulldecona.

### Església del Roser (actualment Casa de Cultura)
Davant mateix de l'antic Convent de Sant Domènec (Ajuntament) hi ha la Casa de la Cultura, edifici modern que s'ha restaurat respectant l'antiga església del Roser de planta rectangular de cinc trams i absis quadrat, amb capelles laterals entre contraforts a la nau; el tram de la nau que toca a l'absis vol simular un creuer.
Sobre l'antic cor i estenent-se cap al centre de l'església s'hi ha situat la biblioteca. La coberta és de creueria i s'ha rematat el pseudocreuer amb una interessant cúpula esfèrica de metall. La porta és dovellada d'arc de mig punt i el campanar és poc alt i de secció quadrada.
L'exterior s'ha completat amb pilars i llindes a manera de falsos contraforts i un petit jardí.

### Casa de la Feligresa

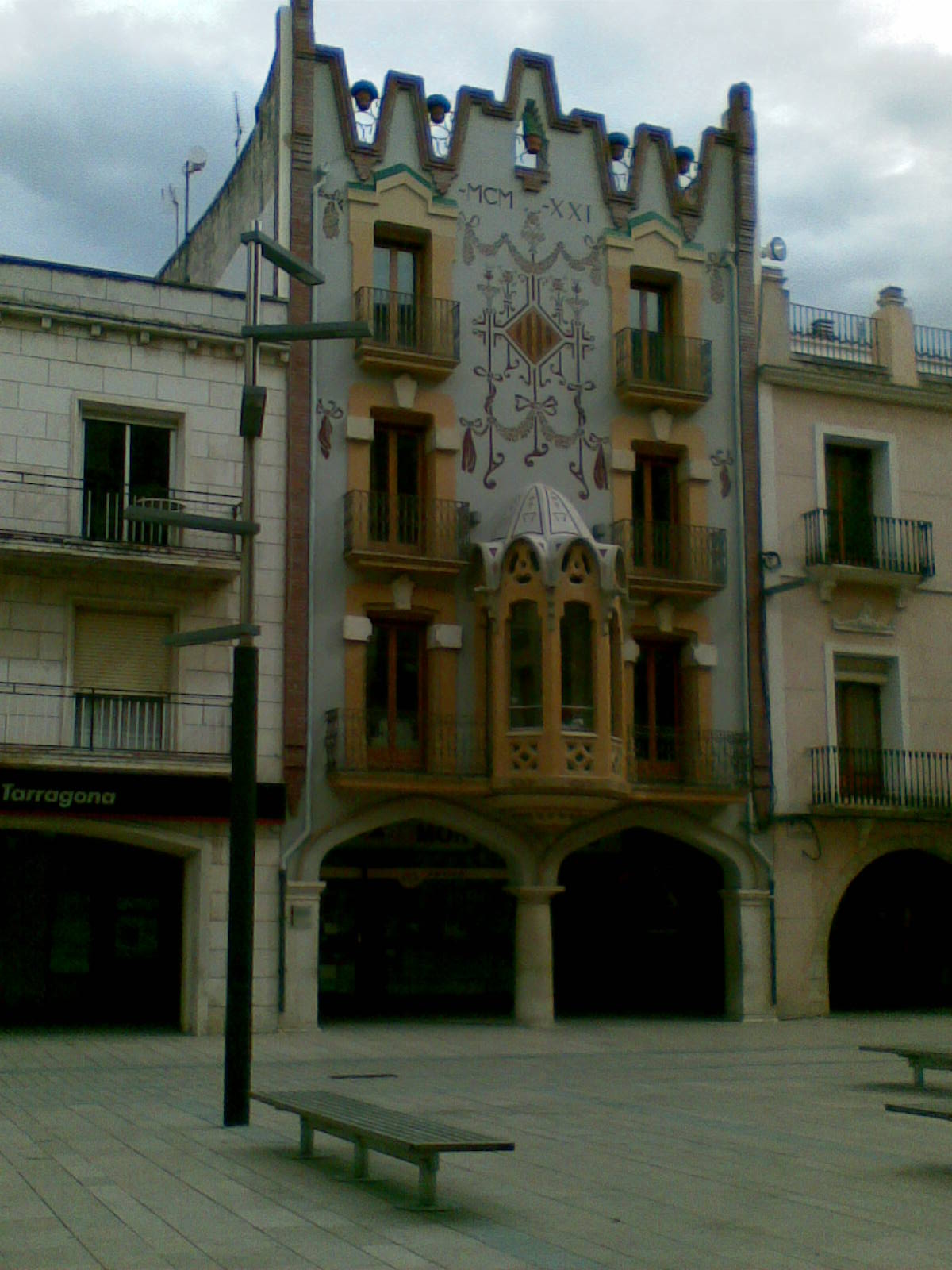
La Casa de la Feligresa

A la plaça de l'Església hi ha una galeria porxada, popularment anomenats los Pèrxens, de distintes èpoques i materials, sobre la qual s'aixequen habitatges; destaca la Casa de la Feligresa, obra de Cèsar Martinell (deixeble de Gaudí), d'estructura i decoració típicament modernista. Situada sobre dues arcades de perfil modificat d'art Tudor. És interessant el treball en esgrafiats del forjat del mur: s'hi representa la bandera catalana emmarcada dins d'un rombe al voltant del qual s'organitzen motius decoratius singulars (llaços, garlandes...).

### Església i Convent de les Monges Agustines
Dedicats a Maria Magdalena, s'aixequen vora l'antic portal de Vinaròs (l'actual plaça de Sales i Ferré, "la Mera"). Construït sobre un primitiu habitatge on les monges es van instal·lar provisionalment, data del 1724. La fundació es deu a Romuald Simó de Pallarès, antic comanador de l'orde de l'Hospital. L'església primitiva es va enderrocar el 1848, i es va consagrar l'actual el 1876.
Actualment hi ha una comunitat de monges de clausura. A causa de les diverses guerres el convent ha estat desocupat diverses vegades. A la darrera es perdé el que en quedava d'imatges i arxiu originals. L'església és de planta i absis rectangulars, consta de quatre trams i volta de canó que descansa sobre pilastres amb capitell compost.

### L'Orfeó (Teatre Municipal)

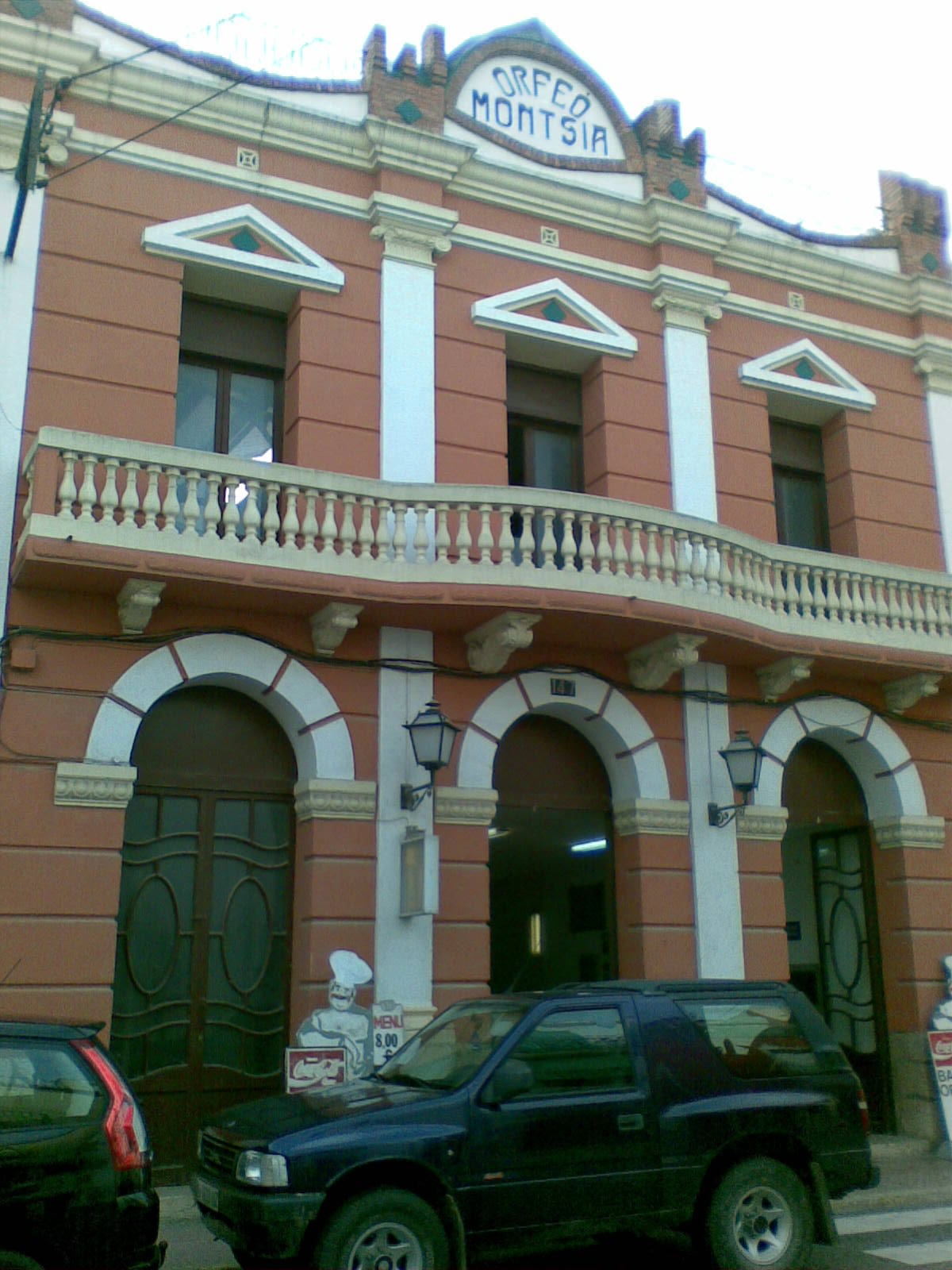
Façana de L'Orfeó (Teatre Municipal)

Edifici eclèctic amb una façana que conserva l'estructura original del 1923, moment en què es va construir. Hi destaquen la gran balconada balustrada i la cornisa-entaulament d'inspiració clàssica amb el plafó central de rajola vidriada on es llegeix "Orfeó Montsià", entitat coral per antonomàsia de la vila i fundadora del Teatre.

### Pintures Rupestres
Les pintures rupestres d'Ulldecona foren declarades Patrimoni de la Humanitat per la UNESCO el 1998, conjuntament amb la resta d'abrics d'art rupestre que configuren l'arc mediterrani de la península Ibèrica.
Es tracta d'un total de 13 abrics que configuren el conjunt més important, complex i ben conservat d'art rupestre d'estil llevantí de tota Catalunya.
La primera troballa es va produir el 31 de març de 1975 a l'abric V de la partida d'Ermites. Aquest descobriment va anar a càrrec del Grup Espeleològic d'Ulldecona (GEU). A partir d'aquell moment, i mitjançant l'Escola Catalana d'Espeleologia i la col·laboració de l'Equip de Recerques Espeleològiques (ERE) i de l'Espeleo-Club Sabadell (ECS), es van produir els descobriments dels altres abrics.
Aquestes pintures van des del naturalisme fins a l'esquematització i es van datar entre un moment preceràmic (6000 - 5000 aC) i l'edat del bronze, entre el segon i el primer mil·lenni aC. Els colors utilitzats són bàsicament els vermells i negres. D'entre tot el conjunt cal destacar l'Abric I d'Ermites per la gran quantitat de figures que conserva, havent-se comptabilitzat fins a 170 restes. L'escena representada és la cacera, essent el cérvol l'animal més freqüent, mentre que les figures humanes que hi apareixen són arquers preparats per a l'acció.
Actualment es visiten els abrics següents:
Abric1, on trobem una magnífica escena de cacera molt ben conservada i amb un clar estil narratiu i naturalista a manera de relat mític. Les seves petites i detallades figures estan disposades a manera d'estratègia de cacera on cada caçador té un paper important en la composició per a rodejar i matar a un grup de cérvols i cabres. Sorprèn el dinamisme del conjunt però també els detalls anatòmics i dinàmics de les seves figures. Fins i tot es poden observar detalls estètics i tecnològics. A l'escena també destaquen figures enigmàtiques com El Bruixot, el Cérvol siluetejat o La Dona. Tot i tractar-se d'una escena prehistòrica, el seu clar estil narratiu ens ha dut a batejar-la com La Llegenda més antiga de Catalunya. Des del 2009 les visites guiades es fan amb una nova plataforma adaptada a grups de 12 visitants.
Abric 4 o Cova Fosca: situat al centre del conjunt, es tracta d'un gran abric on podem trobar figures d'estil semiesquemàtic i esquemàtic-abstracte. De significat enigmàtic, aquestes figures conformen un complement necessari per a comprendre tot el conjunt, la complexitat i evolució en un llarg període i en l'aprenentatge de les comunicacions gràfiques humanes.
Abric 8 (visita opcional): és l'abric més proper a l'Ermita de la Pietat i que fins a l'any 2016 havia restat del tot inaccessible per a les visites. En ell podem trobar 6 figures naturalistes entre les quals destaquen, un fantàstic caçador estàtic amb uns detalls estètics magníficament pintats i conservats. Al seu costat trobem un cabra jove molt ben proporcionada i estilitzada també en actitud estàtica.
Davant de la dificultat de poder accedir a bona part dels abrics pintats i com a complement a la visita in-situ, es va crear el 2006 el Centre d'Interpretació d'Art Rupestre Abrics de l'Ermita (CIAR), que forma part de la Ruta de l'Art Rupestre del Museu d'Arqueologia de Catalunya.
El CIAR és als baixos de l'Ermita de la Pietat i representa tant un punt de partida com un complement al conjunt, donada la dificultat per a accedir a molts dels abrics. El fet d'estar situat a pocs metres dels abrics, facilita molt la comprensió de l'espai i de la seva utilització prehistòrica. Fou dissenyat per tal d'apropar el visitant a les nombroses restes que els abrics atresoren. Per a tal finalitat s'han utilitzat múltiples recursos gràfics i gran nombre de fotografies i calcs de les pintures que fan que els visitants s'apropin de forma molt amena, a un coneixement òptim d'aquest llegat. En el CIAR podem aprendre l'Art Rupestre com a fenomen mundial, a la vegada que diferenciem l'Art Llevantí en el seu àmbit cronològic general i el conjunt de la Serra de Godall en particular. També es disposa d'un original audiovisual curt d'animació d'uns 4 minuts i des del 2009, disposa d'un joc interactiu amb pantalla gegant Nosaltres Caçadors que d'una forma més lúdica i rigorosa a la vegada, ens apropa a les estratègia de cacera que realitzaven els nostres avantpassats de fa uns 8000 anys. Allà mateix es pot realitzar la descàrrega de l'aplicació e-Art que permet contemplar l'Abric 1 en realitat augmentada.

### Castell medieval
El Castell Medieval d'Ulldecona, declarat Bé d'Interès Cultural, és dalt del Puig del Castell, una petita elevació que forma part de la Serra Grossa. Aquest conjunt és al marge esquerre del riu de la Sénia, actual límit politicoadministratiu entre Catalunya i el País Valencià.

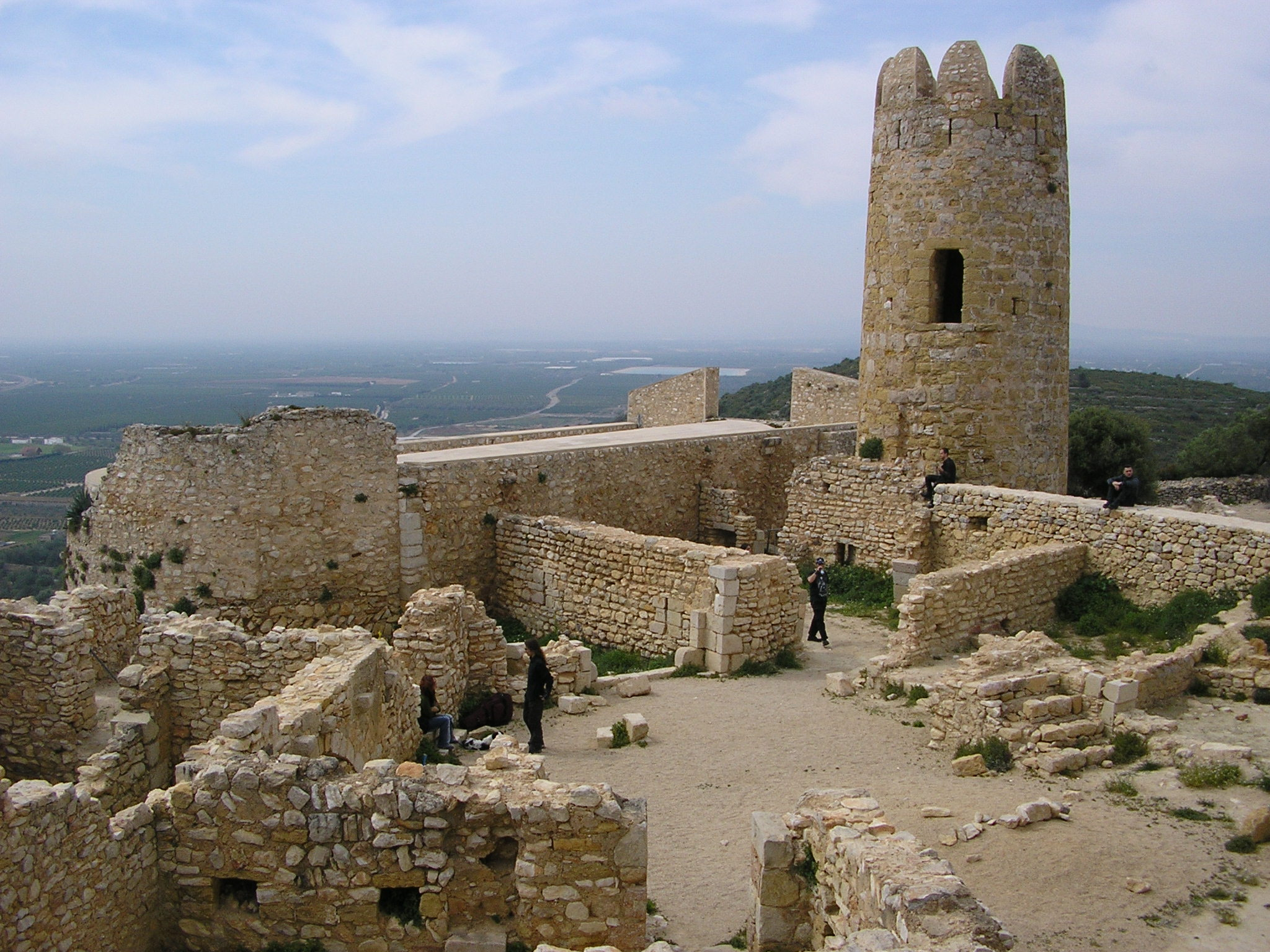
Vista del Castell d'Ulldecona

L'àmplia visibilitat i la gran fertilitat i riquesa del terreny han comportat que aquest lloc hagi estat al llarg del temps una zona estratègica del control del territori des de l'època ibèrica fins a l'edat mitjana.
Les construccions que conserva íntegrament el conjunt fortificat d'Ulldecona a l'interior són: una torre cilíndrica de dimensions reduïdes, una torre principal de base rectangular que domina tot el conjunt i l'església. També hi ha dues línies de muralla d'origen àrab amb restes d'intervencions posteriors.
La torre rodona de planta circular i forma tronco-cilíndrica consta de dues plantes i una coberta plana sobre la qual es disposen merlets de coronament apuntat. A la torre s'hi accedia a través d'una porta elevada situada al primer pis. Mentre que la bibliografia tradicional atribueix la construcció de la torre als àrabs actualment s'argumenta el seu origen cap a la segona meitat del segle xii.
La torre quadrada és un edifici de planta quadrangular de 16×15,5m aproximadament envoltat d'un basament atalussat. Comprèn 3 plantes i un nivell de terrassa d'on en desconeixem el tipus de coronament. L'actual accés a l'interior és a través del talús. La porta original degué ser, però, la que hi ha a nivell de la tercera planta en aquesta mateixa cara. La planta baixa és dividida en dues estances rectangulars i asimètriques. La segona planta també està dividida en dues estances, on es poden apreciar espitlleres atrompetades que ens deixen palès el gruix de la paret. La tercera planta, anomenada Sala Noble, presenta quatre obertures que coincideixen amb els quatre punts cardinals. Dels finestrals destaca al vessant est «la finestra Coronella», finestra geminada amb acabament trevolat, dividida per una fina columna coronada per una decoració quadrilobulada. Al costat de la porta neix l'única escala original que comunica en la terrassa. Referent a la datació de la Torre, l'ornamentació de l'estructura de la finestra de la façana est correspon amb un esquema típic del segle xiii. D'acord amb aquesta cronologia podem datar la construcció de la Torre a mitjans de la primera meitat del segle xiii.
L'Església de Santa Maria dels Àngels es compon d'una nau amb volta de canó de mig punt sobre arcs torals, i l'absis semicircular, està cobert amb una volta de quart d'esfera. La porta és de mig punt dovellada en guardapols i al seu damunt apareixia una rosassa.
En aquest conjunt fortificat del Castell també s'aprecien restes d'altres construccions: dues torres o bastions (d'origen àrab), un seguit d'estances en procés d'excavació i també la zona d'accés original en procés d'estudi. En un dels bastions es va trobar sorprenentment en una excavació recent una figura de bronze representant a Crist Rei. Aquesta peça és única en totes les Terres de l'Ebre i província de Tarragona i s'ha datat del segle xiii per comparació amb altres d'aquesta època.
En la desamortització de Mendizábal, el 1836, el castell passa a mans privades. L'any 1986 el van vendre a l'Ajuntament d'Ulldecona, que el va restaura i rehabilitar.

### Ermita de la Pietat
Situada en un paratge privilegiat com és la Serra de Godall, compta amb servei de bar, menjars per encàrrec i servei d'allotjament, ja que les dependències superiors s'han reconvertit en Alberg Municipal.

### Església de Sant Joan Baptista de Les Ventalles
L'Església de Sant Joan Baptista de Les Ventalles és un dels edificis religiosos més antics conservats a la comarca i el més notable d'entre totes les esglésies menors fetes pel Temple i l'Hospital a les Terres de l'Ebre. De planta rectangular amb tres trams delimitats per dos arcs diafragma apuntats de dovelles regulars. Al primer tram, hi ha un cor de fusta. El presbiteri té un tancament quadrat. A l'exterior destaca l'element més important, la portada de pedra d'arc de mig punt i les inscripcions fetes pels picapedrers.

### Ermita de Loreto i creu de terme

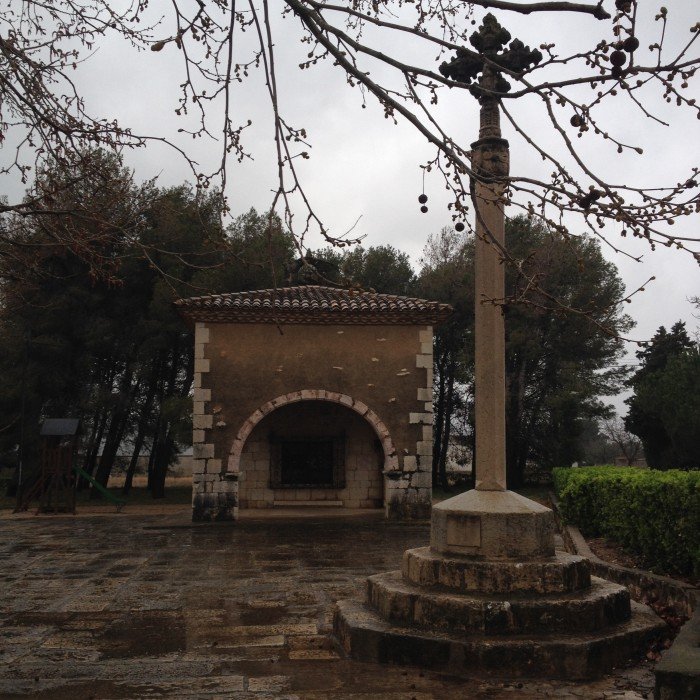
Ermita de Loreto d'Ulldecona

L'ermita de Loreto i creu de terme són a la sortida del poble en direcció a Vinaròs, la capella està dedicada a la Mare de Déu de Loreto. És un edifici de planta rectangular format per una estança interior quadrada i un porxo delimitat per tres grans arcades de mig punt sobre pilars de secció quadrada i coberta de volta de creueria amb nervis sobre mènsules. La teulada és a quatre vessants i té una petita espadanya. No hi ha referències documentals que puguen datar-ne l'època de construcció.
L'any 1966 l'edifici va ésser restaurat, ja que estava en un avançat estat de degradació.
De la creu gòtica destaquen el capitell i la creu esculturals. La creu original que estava a la Mera es destruí el 1936, però una còpia del Poble Espanyol de Barcelona en permeté la restauració.

### Creus de terme
A Ulldecona, a més de la creu del Loreto, hi ha la creu i la capelleta que hi ha en el desviament de la carretera comarcal que puja cap a l'ermita. Hi ha també la creu de les Ventalles, probablement de la mateixa època que la del Lorito i de la qual interessen, sobretot, les figures vestides d'època medieval que hi ha al capitell. De menor categoria és la creu de la vora de l'ermita.

## Etimologia

### Gentilici
Els habitants del poble (ulldeconencs o ulldeconins) són coneguts popularment com a falduts, probablement a causa de la situació del poble a la falda del Montsià, que dona nom a la comarca.

### Topònim
L'origen del topònim "Ulldecona" no és del tot clar, però hi ha diverses hipòtesis:
1. La menció més antiga coneguda d'aquest topònim es fa en un document escrit en llatí l'any 1120: "ab aqua Ulcona", posant-lo com a límit d'una de les possessions del cenobi de Sant Cugat del Vallès.
2. "Ull" pot significar el que nosaltres coneixem com a ull, però demostrar el parentesc idiomàtic entre "ull" i "oculo" en llatí és difícil, encara que no s'ha de descartar aquesta hipòtesi.
3. "Ull" reivindica de forma molt lògica i natural, el seu sentit de talaia o lloc de vigilància. Recordarem aquí que durant el trasllat de la població des del castell a la Foia (o part baixa) s'implica també aquest nom, encara que s'afegeix l'adjectiu de "nova".

Aquesta darrera hipòtesi és la que en línies generals sustenten Salvador Sanpere i també Nicolás-Primitivo Gómez. El primer diu que el topònim té un sentit terminal o limítrof: Roquetes, Tossal, Ull de Cona. El segon l'atribueix a la talaia d'una ciutat, com podria ser Tortosa, encara que ell prefereix relacionar-la amb Tarragona.
A Catalunya hi ha Ullà, Ullastret (ambdós al Baix Empordà), Ullastrell (Vallès Occidental), Ulldemolins (Priorat) i Ulligo (actualment Ollic, al costat de Centelles). La majoria tenen una antiguitat mínima del segle ix.
Diferents grafies sota les quals apareix Ulldecona: Ulcona, Uldicona, Uldichona, Uldicon, Uldecona, Uldechona, Ulldechona, Ulldichona, Ullechona, Uyldecona, Uylldechona, Ydicona, Valdichona, Vallichonae, Valdichona, Villdicona, Huldecona, Hulldecona, Huylldecona, Vulldecona. La V, que algunes vegades suplix a la U, és d'ús comú al llatí, per tant, es descarta vall. La ch es pronuncia K en llatí.
Referent a "cona" o "ona":
1. Prenent-lo com "cona" N-P. Gómez ho tradueix com a pell o superfície, desembocant en el significat "promontori", i quedant així: talaia de la ciutat edificada sobre un monticle.
2. Si es pren com "ona", partícula freqüent a Iberia, hi ha qui pren el significat de poble o nucli de població, en euskera equival a bo.
3. Mossèn Domingo Solà atribueix el nom al santuari al déu "Ull", d'origen escandinau i molt predicat entre els pobles antics.

Bayerri la descompon així: Ull-de-cona = població sense aigua. Resulta acceptable, ja que a Espanya hi ha altres topònims similars, ja que hi ha molts punts que s'identifiquen en aquesta circumstància.
Conclusió (molt provisional): es pot atribuir l'equivalència de "punt destacat de vigilància, al voltant del qual es va anar reunint un poblat".

## Basses

### Bassa de les Ermites
La Bassa de l'Ermita està situada a la vora del lligallo dels Plans, entre la carretera de Tortosa i la séquia mare, 3.000 metres al nord-est d'Ulldecona.

### Bassa de la Llacuna
La bassa de la Llacuna a una alçada de 2.000 metres a l'est d'Ulldecona, entre la via del ferrocarril Barcelona - València i la carretera de Tortosa, i vorejada pel lligallo de la Llacuna. L'inventari de béns de l'Ajuntament del 1947 la descriu com: "Una balsa llamada Llacuna, partida del mismo nombre, de extensión 44 áreas...".

### Bassa del Montsià

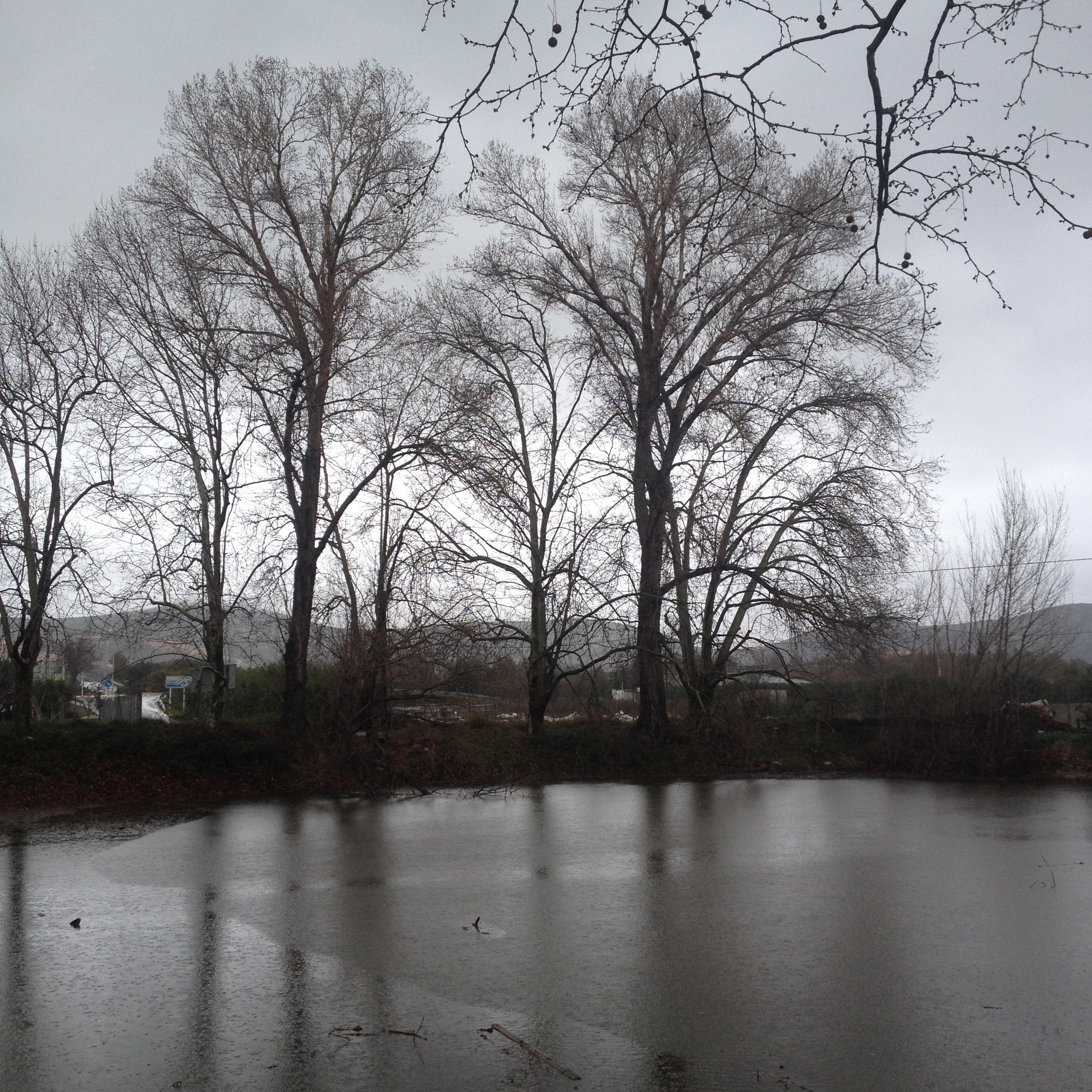
Bassa del Montsià

La bassa del Montsià és a mig quilòmetre de la Foia, on desguassa. És alimentada per tres reguers de la séquia mare. La superfície ha estat molt reduïda per un mur artificial que la delimita a la part nord. Poc cabal aflueix ja a aquesta bassa que es troba envoltada per una carretera a la resta de la vora. Quasi sempre és seca.

### Bassa de les Ventalles
La Bassa de les Ventalles és a uns dos-cents metres a l'est de les Ventalles, a la dreta de la carretera Ulldecona - Tortosa, vora la via del ferrocarril i del lligallo de les Ventalles. Arranjada i adaptada als usos ramaders i agrícoles, replega les aigües de la foia de les Ventalles i la sobrant de la séquia mare.

## Persones il·lustres
- Adam Raga, bicampió mundial de trial
- Antonio Tallada i Romeu, general carlí
- Domènec Forcadell i Mitjavila, militar carlí
- Manuel Sales i Ferré, precursor de la introducció de la sociologia a Espanya
- Miquel Querol i Gavaldà, musicòleg i compositor català
- Oriol Romeu i Vidal, futbolista
- Aleix García Serrano, futbolista
- Manel Ollé Albiol, escriptor
- Núria Ventura i Brusca, diputada al Parlament de Catalunya (VIII, IX i X legislatura)
- Pere Galès, humanista
- Vicent Barrera Carapuig, escultor